# لگراند (کالیفرنیا)
لگراند (به انگلیسی: Le Grand) یک منطقهٔ مسکونی در ایالات متحده آمریکا است که در شهرستان مرسد، کالیفرنیا واقع شده‌است. لگراند ۲٫۹۵۳ کیلومتر مربع مساحت و ۱٬۶۵۹ نفر جمعیت دارد و ۷۷ متر بالاتر از سطح دریا واقع شده‌است.